# Одерихино (Ярославская область)
Одерихино (Новодерихино Кропино) — деревня в г.о. Переславль-Залесский, Ярославской области. Входит в Пригородное сельское поселение, Перелесский сельский округ.

## География
Деревня расположена на правом берегу реки Рюмжа (приток Нерли), в 20 км к северо-востоку от районного центра, города Переславля-Залесского.

## История
В 1543 году деревня Чудова монастыря в Конюцком стане.

## Население
| 1859 | 1905 | 1926 | 2007 | 2010 |
| ---- | ---- | ---- | ---- | ---- |
| 126  | ↗265 | ↗351 | ↘6   | ↘4   |

## Памятники археологии
Курганный могильник ХI — XIII веков — 300 метров к востоку от деревни, левый берег реки Рюмжа, в лесу. Обследован в 1982 году А. Е. Леонтьевым. Состоит из девяти насыпей высотой от 0,5 до 1,2 метра, диаметром 4 — 12 метров, расположенных по сторонам лесной дороги. Три насыпи повреждены ямами. Типологически может быть датирован ХI — XIII веками.